# Convergência Monárquica
A Convergência Monárquica foi um movimento de monárquicos oposicionistas ao Estado Novo formado em 30 de Abril de 1970, reunindo o Movimento Popular Monárquico, de Gonçalo Ribeiro Teles, fundado em 1957, a Renovação Portuguesa, de Henrique Barrilaro Ruas, fundada em Maio de 1962, e uma fação da Liga Popular Monárquica, de João Vaz de Serra e Moura, nascida em 1964.
Em 23 de Maio de 1974 foi criado o Partido Popular Monárquico, a partir da Convergência Monárquica, que integrava o Movimento Popular Monárquico, de Gonçalo Ribeiro Teles, a Renovação Portuguesa, de Henrique Barrilaro Ruas, uma fação da Liga Popular Monárquica, de João Carlos Vaz Serra de Moura e a Juventude Monárquica Portuguesa. Foi nessa altura que terá surgido outro partido, o Partido Liberal, criado em 28 de Maio desse ano, contrariando essa decisão, precisamente por dissidentes desta convergência, que não concordaram com a criação do referido PPM.
Pouco antes, nas eleições de Outubro de 1969, a maioria tinha apoiado a candidatura da Comissão Eleitoral Monárquica, enquanto Gonçalo Ribeiro Teles apareceu mais tarde como candidato nas listas de Mário Soares.

## Dirigentes
Foram seus dirigentes:
- Francisco de Barcelos Rolão Preto
- Gonçalo Pereira Ribeiro Telles,
- Henrique José Barrilaro Fernandes Ruas
- João Carlos Vaz Serra Moura
- José Luís Crespo de Carvalho
- Rodrigo Jorge de Moctezuma Seabra Pinto Leite
- Fernando Sylvan
- João Carlos Camossa Nunes de Saldanha
- António Pardete da Fonseca